# Формазани
Формазани (англ. formazans) — родоначальна сполука H2NN=CHN=NH та її похідні, утворені заміщенням при атомі C і/або N. 